# داستین هیون
داستین هیون (انگلیسی: Dustin Heun؛ زادهٔ ۱۱ آوریل ۱۹۸۴) بازیکن فوتبال اهل آلمان است.
از باشگاه‌هایی که در آن بازی کرده‌است می‌توان به باشگاه فوتبال کایزرسلاوترن، باشگاه فوتبال اوردینگن ۰۵، باشگاه فوتبال آینتراخت برانشوایگ، و باشگاه فوتبال یونیون برلین اشاره کرد.